# Gora, Mali Ločnik
Gora (748 mnm) je vzpetina nad Malim Ločnikom pri Turjaku, ki se dviguje vzhodno nad cesto Ljubljana - Kočevje. Na njej je bila postavljena cerkev sv. Ahaca v spomin na zmago kristjanov pod vodstvom Andreja Turjaškega nad Turki 22. junija 1593 v bitki pri Sisku. Vzpetina je priljubljena izletniška točka prebivalcev Ljubljane in okolice, ki jo imenujejo preprosto kar Ahac. 